# Halichoeres girardi
 Halichoeres girardi és una espècie de peix de la família dels làbrids i de l'ordre dels perciformes.

## Distribució geogràfica
Es troba a Indonèsia.